# ППГ
ППГ (сокращение от подвижное пулемётное гнездо, также известна как Объект 217) — опытная советская боевая машина  (танкетка), созданная в ходе советско-финской войны. 
Последняя танкетка, разработанная в Союзе ССР, на вооружении в ВС Союза ССР не состояла.

## История
Танкетка ППГ была создана конструкторским бюро ЛКЗ в 1940 году под руководством Жозефа Котина (ведущий инженер машины — Л. Е. Сычёв). Разработки велись по заказу войск, ведших бои на Карельском перешейке. Перспективной танкетке отводилась роль максимально простой и дешёвой машины непосредственной огневой поддержки стрелков (пехоты) пулемётным огнём.
Первый образец ППГ был изготовлен в марте 1940 года и сразу поступил на заводские испытания. По итогам последних военные усомнились в боевой ценности новой боевой машины. К примеру, пулемёты имели очень ограниченные углы обстрела, а длительное расположение экипажа в не самом комфортабельном положении отрицательно влияло на боеспособность боевой машины. Кроме того, боевая машина была совершенно бессильна против танков или противотанковой артиллерии противника. Хотя низкий силуэт в принципе способствовал выживанию боевой машины, её скорость и подвижность не позволяли в случае угрозы оперативно отступить — машина разгонялась лишь до 18 км/ч. 
К марту 1940 года боевые действия финской войны уже закончились и необходимость в танкетке отпала. В итоге АБТУ РККА приняло решение свернуть работы над проектом, признав его бесперспективным. Предварительный заказ на партию БМ из пяти опытных танкеток был отменён, на вооружение ППГ принята не была и в боевых действиях не применялась.

## Устройство
Танкетка имела бронекорпус прямоугольной формы, с небольшими углами наклона лобового и бортовых катаных бронелистов.
Ходовая часть применительно к одному борту состояла из четырёх опорных катков большого диаметра и ведущего колеса заднего расположения. Ленивец отсутствовал, и его функции выполнял передний каток. В передней части боевой машины размещалось низкое и очень тесное боевое отделение, в лобовом бронелисте которого размещалось вооружение танкетки — два 7,62-мм пулемёта ДТ в независимых шаровых установках. Здесь же размещался боекомплект пулемётов — 1 575 патронов в 25 дисковых магазинах по 63 патрона каждый.
Характерной особенностью машины являлось размещение членов её экипажа. В боевых условиях механик-водитель-пулемётчик (у левого борта) и командир-стрелок располагались лёжа на животе. Подобное решение позволило радикально уменьшить высоту машины (всего 86 см) и обеспечить ей, таким образом, малозаметный силуэт. В походном положении экипаж имел возможность, откинув крышку люка, принять более удобное положение сидя. 
В корме машины располагалось моторное отделение, где устанавливался горизонтально-оппозитный 2-цилиндровый карбюраторный двигатель ПМЗ воздушного охлаждения мощностью 16 л.с.
Предусматривалась возможность переброски танкетки на дальние расстояния на грузовых автомобилях.